# ریچموند، کبک

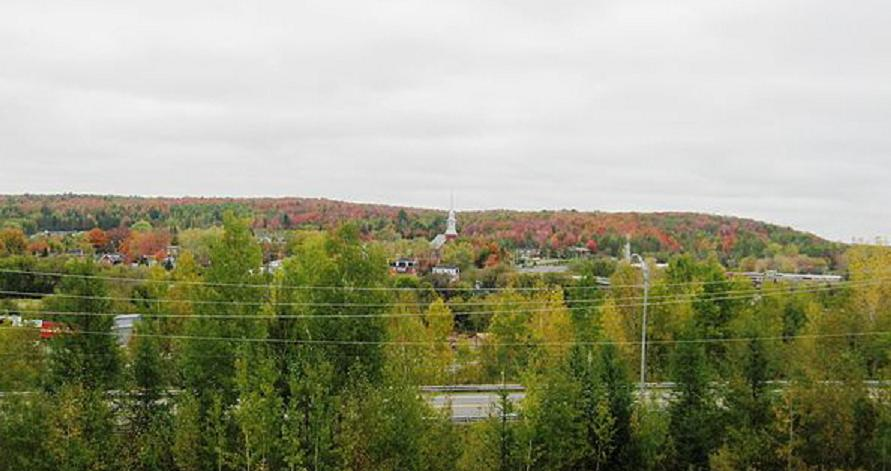
نمایی از شهرک ریچموند در استان کبک کانادا - ۲۰۱۲

ریچموند (به فرانسوی: Richmond) شهرکی در منطقه شهری لو وال-سن-فرانسوا ناحیه استری در استان کبک کانادا است. در سرشماری سال ۲۰۱۱ این شهرک ۳٬۵۷۲ نفر جمعیت داشته‌است و مساحت آن ۷٫۷۶ کیلومتر مربع است.